# 400 meter för herrar i friidrott vid olympiska sommarspelen 2016
Herrarnas 400 meter vid olympiska sommarspelen 2016, i Rio de Janeiro i Brasilien avgjordes den 12-14 augusti på Estádio Olímpico João Havelange.

## Medaljörer
| Spel      | Guld                        | Silver               | Brons               |
| 400 meter | Wayde van Niekerk Sydafrika | Kirani James Grenada | LaShawn Merritt USA |

## Resultat

### Kval

#### Heat 1
| Placering | Bana | Namn                   | Nationalitet        | Reaktion | Tid   | Noteringar |
| --------- | ---- | ---------------------- | ------------------- | -------- | ----- | ---------- |
| 1         | 2    | Machel Cedenio         | Trinidad och Tobago | 0,179    | 44,98 | Q          |
| 2         | 7    | Gil Roberts            | USA                 | 0,168    | 45,27 | Q          |
| 3         | 4    | Yoandys Lescay         | Kuba                | 0,199    | 45,36 | Q, SB      |
| 4         | 6    | Fitzroy Dunkley        | Jamaica             | 0,176    | 45,66 |            |
| 5         | 3    | Kevin Borlée           | Belgien             | 0,138    | 45,90 |            |
| 6         | 5    | Alberth Bravo          | Venezuela           | 0,205    | 46,15 |            |
| 7         | 1    | Alex Lerionka Sampao   | Kenya               | 0,199    | 46,62 |            |
| 8         | 8    | Ousseini Djibo Idrissa | Niger               | 0,173    | 50,06 |            |

#### Heat 2
| Placering | Bana | Namn           | Nationalitet | Reaktion | Tid   | Noteringar |
| --------- | ---- | -------------- | ------------ | -------- | ----- | ---------- |
| 1         | 4    | Bralon Taplin  | Grenada      | 0,162    | 45,15 | Q          |
| 2         | 2    | Nery Brenes    | Costa Rica   | 0,151    | 45,53 | Q          |
| 3         | 7    | Karabo Sibanda | Botswana     | 0,166    | 45,56 | Q          |
| 4         | 1    | Matteo Galvan  | Italien      | 0,154    | 46,07 |            |
| 5         | 3    | Raymond Kibet  | Kenya        | 0,234    | 46,15 |            |
| 6         | 6    | Mehboob Ali    | Pakistan     | 0,212    | 48,37 |            |
| 7         | 8    | Bachir Mahamat | Tchad        | 0,188    | 48,59 |            |
| –         | 5    | Anas Beshr     | Egypten      | 0,141    | DQ    | R163,3a    |

#### Heat 3
| Placering | Bana | Namn                     | Nationalitet                   | Reaktion | Tid   | Noteringar |
| --------- | ---- | ------------------------ | ------------------------------ | -------- | ----- | ---------- |
| 1         | 7    | Wayde van Niekerk        | Sydafrika                      | 0,147    | 45,26 | Q          |
| 2         | 2    | Luguelín Santos          | Dominikanska republiken        | 0,148    | 45,61 | Q          |
| 3         | 8    | Javon Francis            | Jamaica                        | 0,172    | 45,88 | Q          |
| 4         | 6    | Jonathan Borlée          | Belgien                        | 0,162    | 46,01 |            |
| 5         | 3    | Alphas Kishoyian         | Kenya                          | 0,147    | 46,74 |            |
| 6         | 5    | Brandon Valentine-Parris | Saint Vincent och Grenadinerna | 0,144    | 47,62 |            |
| –         | 4    | Alonzo Russell           | Bahamas                        | 0,159    | DQ    | R163,3a    |

#### Heat 4
| Placering | Bana | Namn                | Nationalitet            | Reaktion | Tid   | Noteringar |
| --------- | ---- | ------------------- | ----------------------- | -------- | ----- | ---------- |
| 1         | 5    | Lalonde Gordon      | Trinidad och Tobago     | 0,153    | 45,24 | Q          |
| 2         | 4    | Luka Janežič        | Slovenien               | 0,148    | 45,33 | Q          |
| 3         | 6    | Baboloki Thebe      | Botswana                | 0,155    | 45,41 | Q          |
| 4         | 1    | Christopher Brown   | Bahamas                 | 0,147    | 45,56 | SB         |
| 5         | 2    | Martyn Rooney       | Storbritannien          | 0,154    | 45,60 |            |
| 6         | 7    | Julian Jrummi Walsh | Japan                   | 0,149    | 46,37 |            |
| 7         | 8    | Gustavo Cuesta      | Dominikanska republiken | 0,143    | 46,92 |            |
| 8         | 3    | James Chiengjiek    | Flyktingidrottare       | 0,213    | 52,89 |            |

#### Heat 5
| Placering | Bana | Namn                 | Nationalitet        | Reaktion | Tid   | Noteringar |
| --------- | ---- | -------------------- | ------------------- | -------- | ----- | ---------- |
| 1         | 8    | LaShawn Merritt      | USA                 | 0,235    | 45,28 | Q          |
| 2         | 3    | Abdelalelah Haroun   | Qatar               | 0,190    | 45,76 | Q          |
| 3         | 6    | Isaac Makwala        | Botswana            | 0,242    | 45,91 | Q          |
| 4         | 2    | Vitalij Butrym       | Ukraina             | 0,166    | 45,92 |            |
| 5         | 4    | Donald Blair-Sanford | Israel              | 0,163    | 46,06 |            |
| 6         | 5    | Deon Lendore         | Trinidad och Tobago | 0,201    | 46,15 |            |
| 7         | 7    | Hederson Estefani    | Brasilien           | 0,234    | 46,68 |            |

#### Heat 6
| Placering | Bana | Namn                 | Nationalitet   | Reaktion | Tid   | Noteringar |
| --------- | ---- | -------------------- | -------------- | -------- | ----- | ---------- |
| 1         | 6    | Kirani James         | Grenada        | 0,156    | 44,93 | Q          |
| 2         | 5    | Rusheen McDonald     | Jamaica        | 0,179    | 45,22 | Q, SB      |
| 3         | 2    | Matthew Hudson-Smith | Storbritannien | 0,142    | 45,26 | Q          |
| 4         | 3    | David Verburg        | USA            | 0,167    | 45,48 | q          |
| 5         | 7    | Winston George       | Guyana         | 0,186    | 45,77 |            |
| 6         | 8    | Diego Palomeque      | Colombia       | 0,159    | 46,48 |            |
| –         | 4    | Abbas Abubakar Abbas | Bahrain        | 0,192    | DQ    | R163,3a    |

#### Heat 7
| Placering | Bana | Namn                | Nationalitet  | Reaktion | Tid   | Noteringar |
| --------- | ---- | ------------------- | ------------- | -------- | ----- | ---------- |
| 1         | 7    | Ali Khamis          | Bahrain       | 0,161    | 45,12 | Q          |
| 2         | 1    | Steven Gardiner     | Bahamas       | 0,149    | 45,24 | Q          |
| 3         | 8    | Liemarvin Bonevacia | Nederländerna | 0,142    | 45,49 | Q          |
| 4         | 5    | Rafał Omelko        | Polen         | 0,177    | 45,54 | q          |
| 5         | 4    | Pavel Maslák        | Tjeckien      | 0,183    | 45,54 | q          |
| 6         | 6    | Mohammad Anas       | Indien        | 0,158    | 45,95 |            |
| 7         | 2    | Orukpe Erayokan     | Nigeria       | 0,180    | 47,42 | SB         |
| 8         | 3    | Yuzo Kanemaru       | Japan         | 0,144    | 48,38 |            |

### Semifinaler

#### Semifinal 1
| Placering | Bana | Namn                | Nationalitet            | Reaktion | Tid   | Noteringar |
| --------- | ---- | ------------------- | ----------------------- | -------- | ----- | ---------- |
| 1         | 4    | Kirani James        | Grenada                 | 0,144    | 44,02 | Q, SB      |
| 2         | 6    | LaShawn Merritt     | USA                     | 0,271    | 44,21 | Q          |
| 3         | 2    | Karabo Sibanda      | Botswana                | 0,174    | 44,47 | q, PB      |
| 4         | 7    | Luguelín Santos     | Dominikanska republiken | 0,155    | 44,71 | SB         |
| 5         | 1    | Javon Francis       | Jamaica                 | 0,170    | 44,96 |            |
| 6         | 5    | Nery Brenes         | Costa Rica              | 0,181    | 45,02 |            |
| 7         | 8    | Liemarvin Bonevacia | Nederländerna           | 0,166    | 45,03 | SB         |
| 8         | 3    | Lalonde Gordon      | Trinidad och Tobago     | 0,157    | 45,13 |            |

#### Semifinal 2
| Placering | Bana | Namn               | Nationalitet        | Reaktion | Tid   | Noteringar |
| --------- | ---- | ------------------ | ------------------- | -------- | ----- | ---------- |
| 1         | 5    | Machel Cedenio     | Trinidad och Tobago | 0,243    | 44,39 | Q          |
| 2         | 3    | Wayde van Niekerk  | Sydafrika           | 0,156    | 44,45 | Q          |
| 3         | 2    | Pavel Maslák       | Tjeckien            | 0,185    | 45,06 | SB         |
| 4         | 6    | Luka Janežič       | Slovenien           | 0,154    | 45,07 | NR         |
| 5         | 1    | David Verburg      | USA                 | 0,159    | 45,61 |            |
| 6         | 4    | Rusheen McDonald   | Jamaica             | 0,182    | 46,12 |            |
| 7         | 7    | Abdelalelah Haroun | Qatar               | 0,173    | 46,66 |            |
| –         | 8    | Baboloki Thebe     | Botswana            | i.u.     | i.u.  | DNS        |

#### Semifinal 3
| Placering | Bana | Namn                 | Nationalitet   | Reaktion | Tid   | Noteringar |
| --------- | ---- | -------------------- | -------------- | -------- | ----- | ---------- |
| 1         | 6    | Bralon Taplin        | Grenada        | 0,171    | 44,44 | Q          |
| 2         | 8    | Matthew Hudson-Smith | Storbritannien | 0,143    | 44,48 | Q, PB      |
| 3         | 3    | Ali Khamis           | Bahrain        | 0,145    | 44,49 | q, NR      |
| 4         | 4    | Gil Roberts          | USA            | 0,151    | 44,65 | SB         |
| 5         | 5    | Steven Gardiner      | Bahamas        | 0,156    | 44,72 |            |
| 6         | 7    | Yoandys Lescay       | Kuba           | 0,216    | 45,00 | PB         |
| 7         | 2    | Rafał Omelko         | Polen          | 0,164    | 45,28 |            |
| 8         | 1    | Isaac Makwala        | Botswana       | 0,173    | 46,60 |            |

### Final
| Placering | Bana | Namn                 | Nationalitet        | Reaktion | Tid   | Noteringar |
| --------- | ---- | -------------------- | ------------------- | -------- | ----- | ---------- |
| 1         | 8    | Wayde van Niekerk    | Sydafrika           | 0,181    | 43,03 | WR         |
| 2         | 6    | Kirani James         | Grenada             | 0,134    | 43,76 | SB         |
| 3         | 5    | LaShawn Merritt      | USA                 | 0,204    | 43,85 | SB         |
| 4         | 3    | Machel Cedenio       | Trinidad och Tobago | 0,203    | 44,01 | NR         |
| 5         | 1    | Karabo Sibanda       | Botswana            | 0,164    | 44,25 | PB         |
| 6         | 2    | Ali Khamis           | Bahrain             | 0,148    | 44,36 | NR         |
| 7         | 4    | Bralon Taplin        | Grenada             | 0,181    | 44,45 |            |
| 8         | 7    | Matthew Hudson-Smith | Storbritannien      | 0,138    | 44,61 |            |